# 張貞弼
張貞弼（ちやん しよんひる、朝鮮語: 장정필）は、後三国時代の豪族であり、朝鮮氏族の安東張氏の始祖である。

## 人物
張貞弼は、高麗太祖が後百済の甄萱を征伐する時に、金宣平・權幸とともに功績を挙げた三太師の一人であるが、張貞弼の先祖は中国人であり、新羅末期に朝鮮に移住した。